# 变量与属性 (数据处理)
在科学与研究的数据处理中，属性（attribute）是对象（人、物等）的特性，变量（variable）是属性的逻辑上的集合。变量可以变化，如“高”或“低”。其值由属性的值确定（也许一个属性的值就是"low"或"high"）。 （例如二元期權）。
当属性是直观的，变量是操作主义方式用属性表示，如“健康”用身體質量指數、体脂率等表示。数据处理时，数据表示为items的组合火车多个变量的组合。
每个变量的值在统计学上在该变量的域中是可变的（或者称分布的）。域（domain）是一个变量所有可能值的集合。
- 定类测量（nominal scale）：以观察结果的属性特征定义的，是准确水平最低的测量。如：性别、种族。
- 定序测量（ordinal scale）：取值可以的按照某种逻辑顺序将研究对象排列出高低或大小，但不可以相加减。如成绩是优秀、良好、合格、不合格。
- 定距测量（interval scale）：可以确定间隔距离和数量差别。
- 定比测量（ratio scale）：除了具有上述三种尺度的全部性质之外，还具有一个绝对的0点（有实际意义的0点）。如答错了IQ测试的每个题目也不意味着你全无智力。